# Ciorna, Rezina
Ciorna este un sat din cadrul orașului Rezina din raionul Rezina, Republica Moldova.
Este situat pe malul drept al fluviului Nistru la gura afluentului Ciorna. Se află la 4 km de stația calea ferată Mateuți, la 55 km de orașul Orhei și la 104 km de Chișinău. Satul are o suprafață de aproximativ 1,06 km², cu un perimetru de 6.38 km. La vest de sat sunt amplasate argile etuliene pe malul Nistrului, o arie protejată din categoria monumentelor naturii de tip geologic sau paleontologic.
Locuitorii satului sărbătoresc Hramul pe data de 21 noiembrie.

## Istorie
La început satul purta numele Valea Neagră, probabil de la primul om care a locuit aici, care se numea pan Negrea:
„Din mila lui dumnezeu, noi Ștefan voievod, domn al Țării Moldovei. Facem cunoscut cu această carte a noastră tuturor celor ce o vor vedea sau o vor auzi cetindu-se, că au venit înaintea noastră și înaintea boierilor noștri moldoveni, sluga noastră Ion, fiul Neacșei, fiica lui Coste posadnic și Gheorghie diac, de bună voia lor, nesiliți de nimeni, nici asupriți și au schimbat între dânșii ocinele și dedinele lor drepte.

Și a dat sluga noastră Ion, fiul Neacșei, fiica lui Coste posadnic, slugii noastre Gheorghie diac, ocina și dedina sa dreaptă și din privilegiul de cumpărătură ce a avut bunicul lui, Coste posadnic, dela bunicul domniei mele Ștefan voievod cel Bătrân, jumătate de sat, ce este pe Nistru, anume Valea Neagră la Fântână, partea de jos și cumpărătura sa ce a cumpărat dela vara lui Anghelina, fiica Salomiei, nepoata Marușcăi, a patra parte din același sat, partea despre miază-zi, pentru patru sute de zloți tătărești.

...

A scris Dumitru Sturzevici în Huși, în anul 7060 <1552>, Martie 29.”
Mai târziu, satul și-a luat denumirea de la numele râușorului Ciorna.

## Demografie
Structură etnică
     moldoveni (97,75%)
     ucraineni (0,58%)
     ruși (0,58%)
     găgăuzi (0%)
     bulgari (0%)
     români (0,83%)
     evrei (0%)
     polonezi (0%)
     țigani (0,08%)
     alte etnii / nedeclarată (0,18%)
Conform datelor recensământului din 2004, populația localității este de 1.202 locuitori, dintre care 564 (46,92%) bărbați și 638 (53,08%) femei. Structura etnică a populației în cadrul localității arată astfel:
- moldoveni — 1.175;
- ucraineni — 7;
- ruși — 7;
- români — 10;
- țigani — 1;
- altele / nedeclarată — 2.